# 湖南冠孢虫
湖南冠孢虫（学名：Mitraspora hunanensis）为球孢虫科冠孢虫属的动物。在中国，分布于湖南等，营寄生生活，寄生在鲫的膀胱。
其种加词“hunanensis”意为“湖南的”。